# Phytoptus avellanae
Phytoptus avellanae är en spindeldjursart som beskrevs av Alfred Nalepa 1889. Phytoptus avellanae ingår i släktet Phytoptus och familjen Phytoptidae. Inga underarter finns listade i Catalogue of Life.